# Effets de la pornographie
Les effets de la pornographie sur les individus ou leurs relations sexuelles dépendent du type de pornographie utilisé et diffèrent d'une personne à l'autre. Le matériel pornographique a été étudié en particulier pour les associations avec la dépendance ainsi que pour les effets sur le cerveau au fil du temps. Certaines revues de littérature suggèrent que les images et films pornographiques peuvent créer une dépendance,, particulier lorsqu'ils sont combinés avec la masturbation, tandis que d'autres soutiennent que les données ne sont pas concluantes,,,. D'autres recherches ont examiné la relation du matériel pornographique avec la violence sexuelle, avec des résultats variables,.

## Méthodologie et hypothèses

### Problèmes de recherche
La pornographie a de nombreuses formes différentes qui sont difficiles à couvrir sous une forme générale. Les vidéos pornographiques sur Internet, par exemple, se sont avérées avoir des effets différents sur les téléspectateurs que des contenus tels que des magazines pornographiques. Dans le domaine de la recherche sur la pornographie, d'autres défis se posent également en raison d'opinions et de sentiments forts sur le sujet. Le biais de confirmation a été répandu des deux côtés en raison des tabous sociétaux entourant la pornographie. Des études ont examiné à la fois les effets négatifs de la pornographie ainsi que les avantages potentiels ou les effets positifs de la pornographie. Un grand pourcentage des études souffrent de problèmes méthodologiques  Dans une méta-étude menée par des chercheurs de l'université Middlesex en Angleterre, plus de 40 000 articles ont été soumis à l'équipe pour examen : 276 ou 0,69% étaient susceptibles d'être examinés en raison de la faible qualité de la recherche dans le domaine.

## Dépendance
La dépendance à la pornographie est une prétendue dépendance comportementale caractérisée par l'utilisation compulsive et répétée de matériel pornographique jusqu'à ce qu'elle entraîne de graves conséquences négatives sur le bien-être physique, mental, social et / ou financier,,. Il n'y a pas de diagnostic de dépendance à la pornographie dans l'actuel Manuel diagnostique et statistique des troubles mentaux ( DSM-5 ). Le DSM-5 a examiné le diagnostic des troubles du comportement liés à l'hypersexualité (auxquels la dépendance à la pornographie était un sous-ensemble), mais l'a rejeté car « les preuves examinées par les pairs sont insuffisantes pour établir les critères de diagnostic et les descriptions de cours nécessaires pour identifier ces comportements comme troubles mentaux. »  Au lieu de cela, certains psychologues suggèrent que tout symptôme sexuel inadapté représente une manifestation d'un trouble sous-jacent, tel que la dépression ou l'anxiété qui se manifeste simplement sexuellement, ou, alternativement, il n'y a pas de trouble sous-jacent et le comportement n'est tout simplement pas inadapté. Ces psychologues ne reconnaissent pas le concept de dépendance, seulement la dépendance chimique, et certains pensent que le concept et le diagnostic sont stigmatisants et inutiles,.
Deux revues de neurologie de 2016 ont trouvé des preuves de changements cérébraux liés à la dépendance chez les utilisateurs de pornographie sur Internet. Les effets psychologiques de ces changements cérébraux sont décrits comme une désensibilisation à la récompense, une réponse anxieuse dysfonctionnelle et une impulsivité,. Un autre examen de 2016 suggère que les comportements sur Internet, y compris l'utilisation de la pornographie, soient considérés comme potentiellement addictifs, et que l'utilisation problématique de la pornographie en ligne soit considérée comme un « trouble de l'utilisation d'Internet ».
Les auteurs de manuels d'introduction à la psychologie, Coon, Mitterer et Martini, mentionnant en passant  NoFap (d'anciens utilisateurs de pornographie qui ont depuis choisi de s'abstenir de ce matériel) parlent de la pornographie comme d'un « stimulus supra normal » mais utilisent le modèle de la compulsion plutôt que de la dépendance.
Un certain nombre d'études ont trouvé des marqueurs neurologiques de la dépendance chez les utilisateurs de pornographie sur Internet,,, ce qui est cohérent avec un grand nombre de recherches trouvant des marqueurs similaires chez d'autres types d'internautes problématiques. Pourtant, d'autres études ont montré que les biomarqueurs critiques de la toxicomanie sont absents, et la plupart des biomarqueurs de la toxicomanie n'ont jamais été démontrés pour la pornographie.

### Autres effets sur le comportement humain
Des recherches menées à l'université internationale d'Alliant ont révélé que les participants qui consommaient plus fréquemment de la pornographie sur Internet avaient des taux plus élevés de remise de retard. Les chercheurs déclarent : « la nouveauté constante et la primauté des stimuli sexuels en tant que récompenses naturelles particulièrement fortes font de la pornographie sur Internet un activateur unique du système de récompense du cerveau, ayant ainsi des implications pour les processus de prise de décision. »
Une étude du professeur Kathryn C. Seigfried-Spellar et du professeur Marcus Rogers a donné des résultats qui suggèrent que l'utilisation de pornographie déviante suit une progression de type Guttman en ce sens que les individus ayant un « âge d'apparition » plus jeune pour l'utilisation de pornographie adulte étaient plus susceptibles de se livrer à de la pornographie déviante (zoophilie ou pédopornographie) par rapport à ceux ayant un « âge d'apparition » plus tardif.

## Violence sexuelle
Une étude contrôlée décrit la relation entre des comportements ou des conditions environnementales donnés et les effets sur la santé dans un laboratoire dans lequel des conditions autres que celles à l'étude sont effectivement maintenues constantes parmi les groupes de participants recevant divers niveaux de la ou des conditions expérimentales. Comme on considère que la seule différence fonctionnelle entre les groupes est le niveau des conditions expérimentales reçues, les chercheurs peuvent fortement déduire des relations de cause à effet à partir d'associations statistiquement significatives entre les conditions expérimentales et les conséquences sur la santé. Ainsi, si elles sont exécutées correctement, les études contrôlées ont des niveaux élevés de validité interne. Cependant, ces études souffrent souvent d'une validité externe discutable en raison des différences considérables entre les environnements du monde réel et le contexte expérimental, et la croyance qui en résulte que les résultats ne peuvent pas être généralisés au-delà de ce contexte.
Le lien entre pornographie et agressions sexuelles a fait l'objet de multiples méta-analyses. Les méta-analyses menées dans les années 1990 ont suggéré aux chercheurs qu'il pourrait ne pas y avoir d'association d'aucune sorte entre la pornographie et les attitudes de soutien au viol dans les études non expérimentales. Cependant, une méta-analyse de Hald, Malamuth et Yuen (2000) suggère qu'il existe un lien entre la consommation de pornographie violente et les attitudes favorables au viol dans certaines populations d'hommes, en particulier lorsque des variables modératrices sont prises en compte.
Une méta-analyse menée en 2015 a révélé que la consommation de pornographie «était associée à une agression sexuelle aux États-Unis et dans le monde, chez les hommes et les femmes, et dans des études transversales et longitudinales. Les associations étaient plus fortes pour les agressions sexuelles verbales que physiques, même si les deux étaient significatives. La tendance générale des résultats suggère que le contenu violent peut être un facteur aggravant. ».
Dans une revue antérieure de cette littérature, Ferguson et Hartley (2009) ont soutenu qu'«il est temps de rejeter l'hypothèse selon laquelle la pornographie contribue à une augmentation des comportements d'agression sexuelle». Ils ont déclaré que les auteurs de certaines études avaient tendance à mettre en évidence des résultats positifs tout en désaccentuant les résultats nuls, démontrant un biais de confirmation dans la littérature publiée. Ferguson et Hartley ont conclu que les études contrôlées, dans l'ensemble, n'étaient pas capables de soutenir les liens entre la pornographie et la violence sexuelle.

### Études épidémiologiques
Une étude épidémiologique décrit l'association entre des comportements ou des conditions environnementales donnés et la santé physique ou psychologique au moyen de l'observation de phénomènes du monde réel au moyen de données statistiques. Les études épidémiologiques ont généralement des niveaux élevés de validité externe, dans la mesure où elles décrivent avec précision les événements tels qu'ils se produisent en dehors d'un laboratoire, mais de faibles niveaux de validité interne, car ils n'établissent pas de relations de cause à effet solides entre les comportements ou les conditions sous étude et les conséquences sur la santé observées.
Les études du criminologue danois Berl Kutchinsky sur la pornographie et les crimes sexuels au Danemark (1970), un rapport scientifique commandé par la Commission présidentielle sur l'obscénité et la pornographie, a conclu que la légalisation de la pornographie au Danemark n'avait pas entraîné une augmentation des crimes sexuels. Depuis, de nombreuses autres expériences ont été menées, soit pour soutenir, soit pour s'opposer aux découvertes de Berl Kutchinsky, qui poursuivrait son étude sur les effets sociaux de la pornographie jusqu'à sa mort en 1995. Le travail de sa vie a été résumé dans la publication Law, Pornography, and Crime: The Danish Experience (1999). En 1998, Milton Diamond, de l'université d'Hawaï, a noté qu'au Japon, le nombre de cas signalés d'abus sexuels sur des enfants avait nettement diminué après la levée de l'interdiction des matériels sexuellement explicites en 1969 ; cependant, au Danemark et en Suède, il y a eu une augmentation des viols signalés après la libéralisation de leurs lois sur la pornographie au cours de la même période.
Certains chercheurs soutiennent qu'il existe une corrélation entre la pornographie et une diminution des crimes sexuels,, y compris Diamond (auteur d'une revue de 2009). Les effets de la pornographie : une perspective internationale était une étude épidémiologique qui a révélé que la croissance massive de l'industrie de la pornographie aux États-Unis entre 1975 et 1995 était accompagnée d'une diminution substantielle du nombre d'agressions sexuelles par habitant - et a rapporté des résultats similaires pour Japon - mais pas pour le Danemark et la Suède. Des résultats de cette nature ont été critiqués par Robert Peters, président de Morality in Media, au motif que les résultats sont mieux expliqués par des facteurs autres que l'augmentation de la prévalence de la pornographie : "une explication plus plausible est que s'il y a une baisse de" le viol forcé, "c'est le résultat d'un énorme effort pour freiner le viol à travers des programmes communautaires et scolaires, une couverture médiatique, une application de la loi agressive, des preuves ADN, des peines de prison plus longues, etc.".
En 1986, une revue des études épidémiologiques par Neil M. Malamuth a révélé que la quantité de matériel pornographique vu par les hommes était positivement corrélée avec le degré auquel ils approuvaient l'agression sexuelle. Le travail de Malamuth décrit Check (1984), qui a découvert parmi un échantillon diversifié d'hommes canadiens qu'une plus grande exposition à la pornographie conduisait à une meilleure acceptation des mythes du viol, de la violence contre les femmes et de l'insensibilité sexuelle en général. Dans une autre étude, Briere, Corne, Runtz et Neil M. Malamuth (1984) ont rapporté des corrélations similaires dans un échantillon impliquant des hommes d'université. D'autre part, l'incapacité à trouver une corrélation statistiquement significative dans une autre étude précédente a conduit Malamuth à examiner d'autres corrélations intéressantes, qui prenaient en compte les informations sur la sexualité des échantillons obtenus dans leur enfance, et la pornographie est apparue comme la deuxième source la plus importante de information. Le travail de Malamuth a cependant été critiqué par d'autres auteurs, tels que Ferguson et Hartley (2009) qui soutiennent que Malamuth a exagéré les résultats positifs et n'a pas toujours correctement discuté des résultats nuls. Dans une publication de Quartz, Malamuth a fait valoir que la pornographie est comme l'alcool : « si c'est mauvais pour vous dépend de qui vous êtes » (affirmant que cela augmente la violence chez quelques personnes, pas chez la plupart des gens ; cela rend la plupart des gens plus détendus).

## Sécurité et santé au travail
Parce que la réalisation de films pornographiques implique des rapports sexuels non simulés, généralement sans préservatif (barebacking), les acteurs pornographiques se sont révélés particulièrement vulnérables aux maladies sexuellement transmissibles,,.
La AIDS Healthcare Foundation a tenté à plusieurs reprises de faire en sorte que le Département des relations industrielles de Californie, la Commission d'appel de la Division de la sécurité et de la santé au travail, oblige les entreprises de l'industrie de la pornographie à traiter les acteurs et les actrices comme des employés soumis à la réglementation en matière de sécurité et de santé au travail. Dans une affaire de 2014 intentée contre Treasure Island Media, un juge administratif a conclu que l'entreprise devait se conformer à la réglementation.

## Juvéniles d'âge scolaire
Au Royaume-Uni, l'Association of Teachers and Lecturers estime que les écoliers doivent être sensibilisés à la pornographie et avertis de ce qui est raisonnable et de ce qui ne l'est pas. Le commissaire britannique aux enfants a lancé une méta-étude menée par des chercheurs de l'université du Middlesex qui a conclu que la pornographie est liée à des attitudes irréalistes à l'égard du sexe, à des croyances que les femmes sont des objets sexuels, à des pensées plus fréquentes sur le sexe, et a constaté que les enfants et les jeunes qui regardent de la pornographie ont tendance à avoir des attitudes moins progressistes quant au rôle de genre. Miranda Horvath a déclaré à ce sujet : "Mais il n'est pas possible d'établir un lien de causalité à partir d'études corrélatives, et de dire si la pornographie change ou renforce les attitudes.".